# Terremoto dell'Iran del 2013
Con terremoto dell'Iran del 2013 s'identifica un evento sismico costituito da una serie di scosse localizzate in una vasta area geografica che comprende il territorio meridionale dell'Iran manifestatosi a partire dalla seconda settimana dell'aprile 2013; le regioni colpite maggiormente sono quelle di Bushehr e quella di Sistan e Baluchistan.

## Dettagli

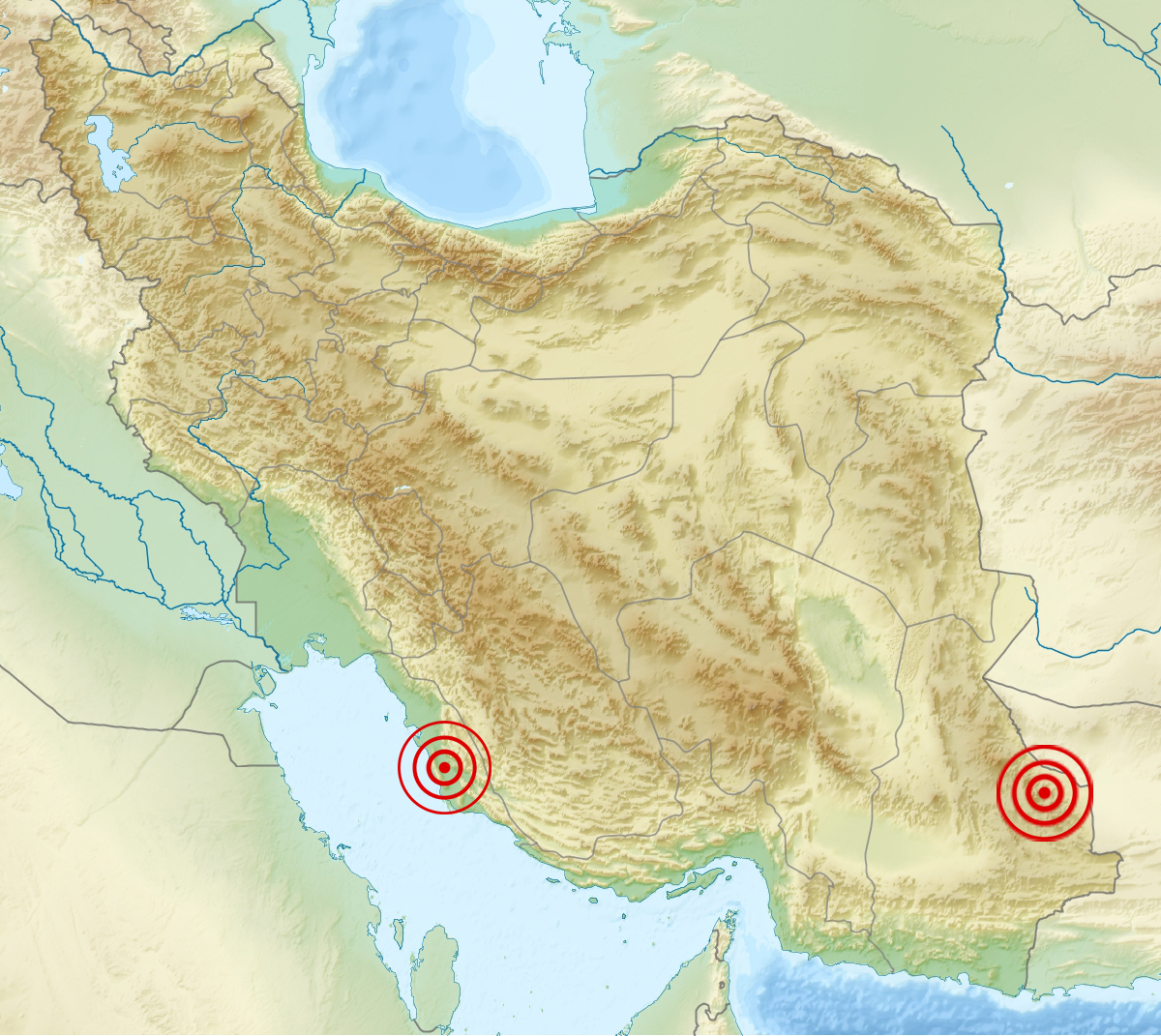
Gli epicentri delle due scosse principali: a sinistra la scossa del 9 aprile a Khvormuj (Bushehr); a destra la scossa del 16 aprile a Khash (Sistan e Baluchistan).

Tale sciame sismico si è concentrato in due scosse principali, una il 9 aprile di magnitudo MI 6,3 con epicentro nei pressi di Bushehr, la seconda il 16 aprile di magnitudo MI 7,8 con epicentro nei pressi di Khash al confine col Pakistan; quest'ultima è stata estremamente energetica. Il numero complessivo dei morti è superiore ai 70, i dati parlano precisamente di 72 morti fra Iran e Pakistan, distribuiti fra la scossa del 9 e quella del 16.
Oltre che in Pakistan, pesantemente colpito dal terremoto, le scosse, soprattutto quella del 16 aprile, sono state avvertite distintamente in tutti i paesi confinanti con l'Iran, anche oltre il Golfo Persico come, per esempio negli Emirati Arabi Uniti, ma anche più in oriente come in India.
Nonostante la prima delle due scosse si sia manifestata pericolosamente vicina a una centrale nucleare, quest'ultima non ha ricevuto danni; e, salvo nelle aree direttamente interessate, l'attenzione, sia da parte del governo sia da parte della stampa internazionale, si è subito spostata su quella del 16 aprile, decisamente più distruttiva.

## Contesto sismico dell'Iran
Lo stato mediorientale era già stato colpito, negli ultimi dieci anni, da altri terremoti disastrosi: quello di Hosseinabad del 2010, e quello catastrofico di Bam che ha raso al suolo gran parte della città danneggiando gravemente il patrimonio UNESCO al suo interno, e ha causato circa 30.000 vittime su una popolazione di 90.000.
Erano quarant'anni che in Iran non si manifestava una scossa di tale potenza come quella del 2013, paragonabile a quella avvenuta nel 1978 con epicentro a Tabas e aveva causato 15.000 morti..

### Cause del terremoto

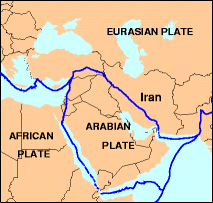
I confini delle placche interessate dal terremoto

L'Iran si trova proprio al confine fra due placche tettoniche molto attive, la placca arabica (sollecitata costantemente da quella africana) e quella euroasiatica; i movimenti di queste due sono inoltre contrastati da quella indiana, che chiude il territorio iraniano in una situazione di elevata sismicità. Lo sciame sismico che ha invaso lo stato mediorientale è quindi stato causato dalla pressione della placca arabica contro quella euroasiatica: il loro punto di separazione, e quindi di attrito, è proprio lo stretto di Hormuz che bagna le coste meridionali dell'Iran, tale scontro crea un fenomeno di subduzione, quindi il terremoto.